# Mont-Saint-Père
Pour les articles homonymes, voir Mont et Saint-Père.
Mont-Saint-Père est une commune française située dans le département de l'Aisne, en région Hauts-de-France.
Ses habitants sont appelés Montépierrins et Montépierrines.

## Géographie

### Hydrographie
La commune est située dans le bassin Seine-Normandie. Elle est drainée par la Marne, le fossé 01 de la commune de Mont-Saint-Père, le fossé 01 du Bochet de la Vrelle, le fossé 02 de la commune de Mont-Saint-Père, le ru de Dolly, le ru de Mont Leveque et divers bras de la Marne,,.
La Marne  prend sa source sur le plateau de Langres, dans la commune de Saints-Geosmes (Haute-Marne) et se jette dans la Seine entre Charenton-le-Pont et Alfortville (Val-de-Marne) dans le quartier de Conflans-l'Archevêque. Les caractéristiques hydrologiques de la Marne sont données par la station hydrologique située sur la commune de Château-Thierry. Le débit moyen mensuel est de 223 m3/s. Le débit moyen journalier maximum est de 478 m3/s, atteint lors de la crue du 1er février 2018. Le débit instantané maximal est quant à lui de 484 m3/s, atteint le même jour.

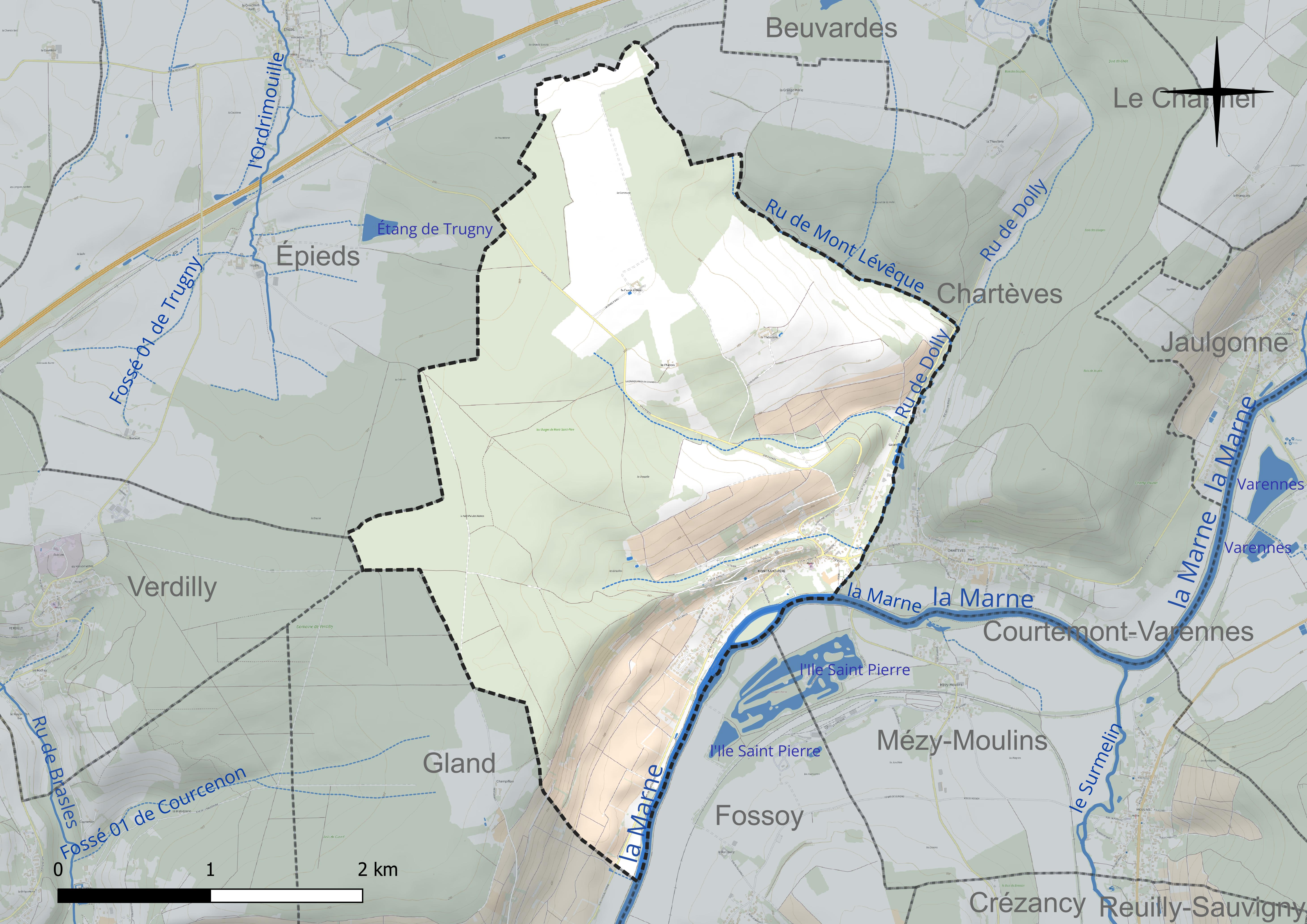
Réseau hydrographique de Mont-Saint-Père.

### Climat
Pour des articles plus généraux, voir Climat des Hauts-de-France et Climat de l'Aisne.
En 2010, le climat de la commune est de type climat océanique dégradé des plaines du Centre et du Nord, selon une étude du CNRS s'appuyant sur une série de données couvrant la période 1971-2000. En 2020, Météo-France publie une typologie des climats de la France métropolitaine dans laquelle la commune est exposée à un climat océanique altéré et est dans la région climatique Nord-est du bassin Parisien, caractérisée par un ensoleillement médiocre, une pluviométrie moyenne régulièrement répartie au cours de l'année et un hiver froid (3 °C).
Pour la période 1971-2000, la température annuelle moyenne est de 10,3 °C, avec une amplitude thermique annuelle de 15,3 °C. Le cumul annuel moyen de précipitations est de 724 mm, avec 11,7 jours de précipitations en janvier et 8,2 jours en juillet. Pour la période 1991-2020, la température moyenne annuelle observée sur la station météorologique la plus proche, située sur la commune de Blesmes à 5 km à vol d'oiseau, est de 10,6 °C et le cumul annuel moyen de précipitations est de 713,0 mm,. Pour l'avenir, les paramètres climatiques de la commune estimés pour 2050 selon différents scénarios d'émission de gaz à effet de serre sont consultables sur un site dédié publié par Météo-France en novembre 2022.

## Urbanisme

### Typologie
Au 1er janvier 2024, Mont-Saint-Père est catégorisée bourg rural, selon la nouvelle grille communale de densité à 7 niveaux définie par l'Insee en 2022.
Elle est située hors unité urbaine. Par ailleurs la commune fait partie de l'aire d'attraction de Château-Thierry, dont elle est une commune de la couronne,. Cette aire, qui regroupe 52 communes, est catégorisée dans les aires de moins de 50 000 habitants,.

### Occupation des sols
L'occupation des sols de la commune, telle qu'elle ressort de la base de données européenne d'occupation biophysique des sols Corine Land Cover (CLC), est marquée par l'importance des forêts et milieux semi-naturels (50,3 % en 2018), en diminution par rapport à 1990 (51,1 %). La répartition détaillée en 2018 est la suivante : forêts (50,3 %), terres arables (23,7 %), cultures permanentes (18,4 %), zones urbanisées (3,7 %), prairies (2,4 %), zones agricoles hétérogènes (1,5 %).
L'évolution de l'occupation des sols de la commune et de ses infrastructures peut être observée sur les différentes représentations cartographiques du territoire : la carte de Cassini (XVIIIe siècle), la carte d'état-major (1820-1866) et les cartes ou photos aériennes de l'IGN pour la période actuelle (1950 à aujourd'hui).

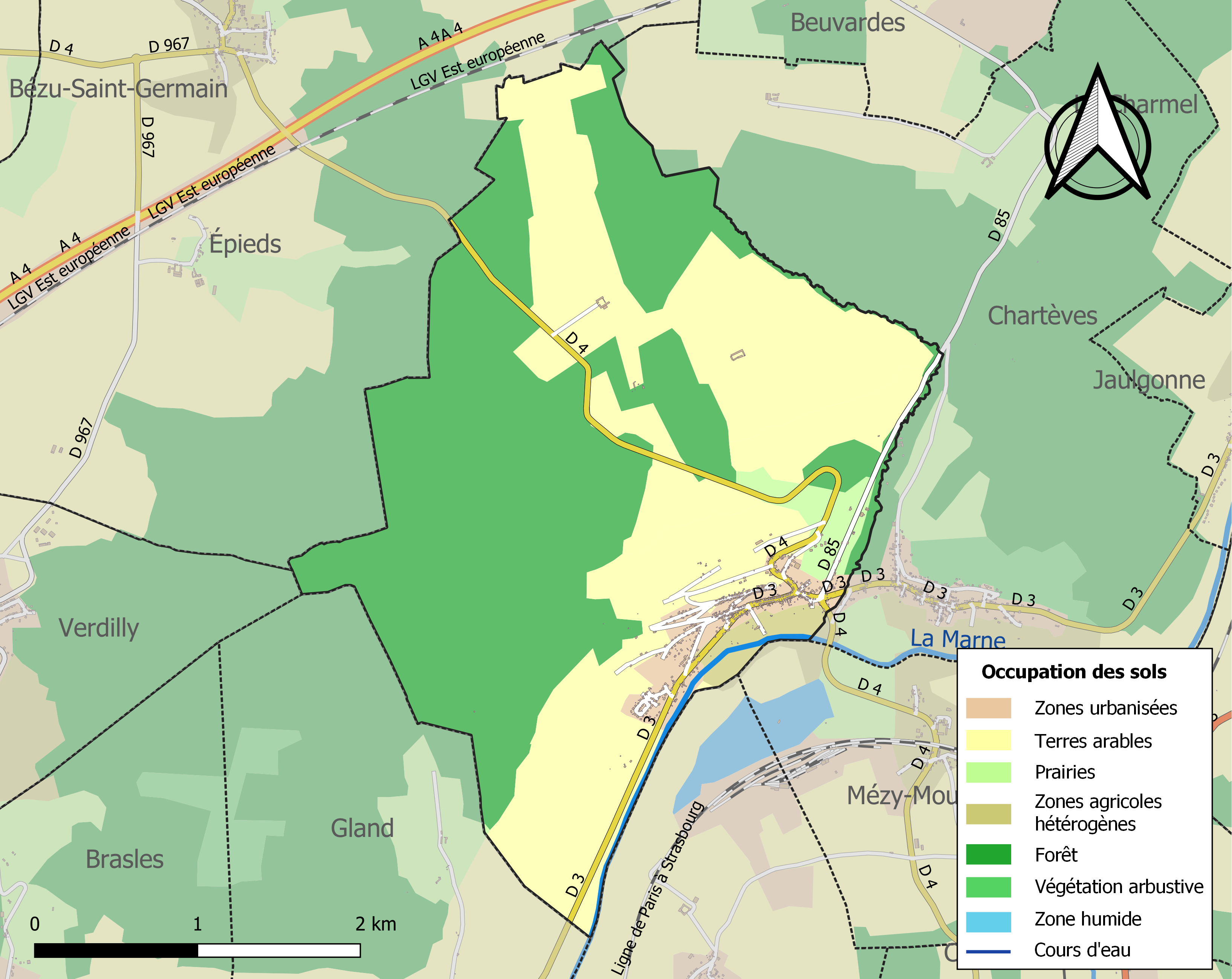
Carte de l'occupation des sols de la commune en 2018 (CLC).

## Toponymie
Le nom de la localité est attesté sous les formes Mont-Saint-Perre (1463) ; Mont-Belair (1793).
De l'oïl mont et du nom de saint Pierre (Perre, Père), du latin Petrus.

## Histoire
Dans ses mémoires historiques sur Mont-Saint-Père, l'abbé Cornilus indique qu'il existe (à cette époque) un très beau château dont les propriétaires successifs, à partir de 1680, furent Laurent Dujour, en 1710 M. Jacques, en 1730 Joseph Paris-Duvernay, en 1782 Claude Baudard de Saint-James, en 1820 à Augustin de Lapeyrière.
Le nom de Mont-Saint-Père est donné grâce à l'emplacement d'une Eglise ( Saint-Pierre ) sur le haut d'une colline, pour donner par la suite le nom du village Mont-Saint-Père.
Durant la Révolution, la commune porte les noms de Mont-Bel-Air et de Mont-sur-Marne.
Par arrêté préfectoral du 6 septembre 1974, Chartèves et Mont-Saint-Père fusionnent et prennent le nom de Charmont-sur-Marne. Les deux communes reprennent leur indépendance et leurs noms initial en 1979.

## Politique et administration

### Découpage territorial
La commune de Mont-Saint-Père est membre de la communauté d'agglomération de la Région de Château-Thierry, un établissement public de coopération intercommunale (EPCI) à fiscalité propre créé le 1er janvier 2017 dont le siège est à Étampes-sur-Marne. Ce dernier est par ailleurs membre d'autres groupements intercommunaux.
Sur le plan administratif, elle est rattachée à l'arrondissement de Château-Thierry, au département de l'Aisne et à la région Hauts-de-France. Sur le plan électoral, elle dépend du  canton de Château-Thierry pour l'élection des conseillers départementaux, depuis le redécoupage cantonal de 2014 entré en vigueur en 2015, et de la cinquième circonscription de l'Aisne  pour les élections législatives, depuis le dernier découpage électoral de 2010.

### Administration municipale
| Période                                  | Période                       | Identité             | Étiquette | Qualité            |
| ---------------------------------------- | ----------------------------- | -------------------- | --------- | ------------------ |
| avant 1875                               | après 1876                    | Moyat                |           |                    |
| Les données manquantes sont à compléter. |                               |                      |           |                    |
| ...                                      | ...                           |                      |           |                    |
| 1977                                     | 1978                          | Henri Canonge        | DVG       | Ingénieur agronome |
| avant 1988                               | ...                           | Nicolas Schifferling |           |                    |
| ...                                      | ...                           |                      |           |                    |
| mars 2001                                | mars 2008                     | Michel Naudé         |           |                    |
| mars 2008                                | avril 2014                    | Jacques Belloir      |           |                    |
| avril 2014                               | mai 2020                      | Joseph Rollinet      | DVD       | Retraité agricole  |
| mai 2020                                 | En cours (au 13 juillet 2020) | Gilles Cordival      |           |                    |

## Démographie
L'évolution du nombre d'habitants est connue à travers les recensements de la population effectués dans la commune depuis 1793. Pour les communes de moins de 10 000 habitants, une enquête de recensement portant sur toute la population est réalisée tous les cinq ans, les populations de référence des années intermédiaires étant quant à elles estimées par interpolation ou extrapolation. Pour la commune, le premier recensement exhaustif entrant dans le cadre du nouveau dispositif a été réalisé en 2006.

En 2022, la commune comptait 689 habitants, en évolution de −1,01 % par rapport à 2016 (Aisne : −1,97 %, France hors Mayotte : +2,11 %).
| 1793 | 1800 | 1806 | 1821 | 1831 | 1836 | 1841 | 1846 | 1851 |
| ---- | ---- | ---- | ---- | ---- | ---- | ---- | ---- | ---- |
| 474  | 481  | 505  | 491  | 540  | 566  | 597  | 646  | 641  |

| 1856 | 1861 | 1866 | 1872 | 1876 | 1881 | 1886 | 1891 | 1896 |
| ---- | ---- | ---- | ---- | ---- | ---- | ---- | ---- | ---- |
| 601  | 746  | 575  | 558  | 558  | 509  | 506  | 515  | 507  |

| 1901 | 1906 | 1911 | 1921 | 1926 | 1931 | 1936 | 1946 | 1954 |
| ---- | ---- | ---- | ---- | ---- | ---- | ---- | ---- | ---- |
| 504  | 440  | 394  | 260  | 389  | 319  | 337  | 359  | 309  |

| 1962 | 1968 | 1975 | 1982 | 1990 | 1999 | 2006 | 2011 | 2016 |
| ---- | ---- | ---- | ---- | ---- | ---- | ---- | ---- | ---- |
| 353  | 391  | 365  | 445  | 544  | 538  | 607  | 692  | 696  |

| 2021 | 2022 | - | - | - | - | - | - | - |
| ---- | ---- | - | - | - | - | - | - | - |
| 691  | 689  | - | - | - | - | - | - | - |

## Lieux et monuments

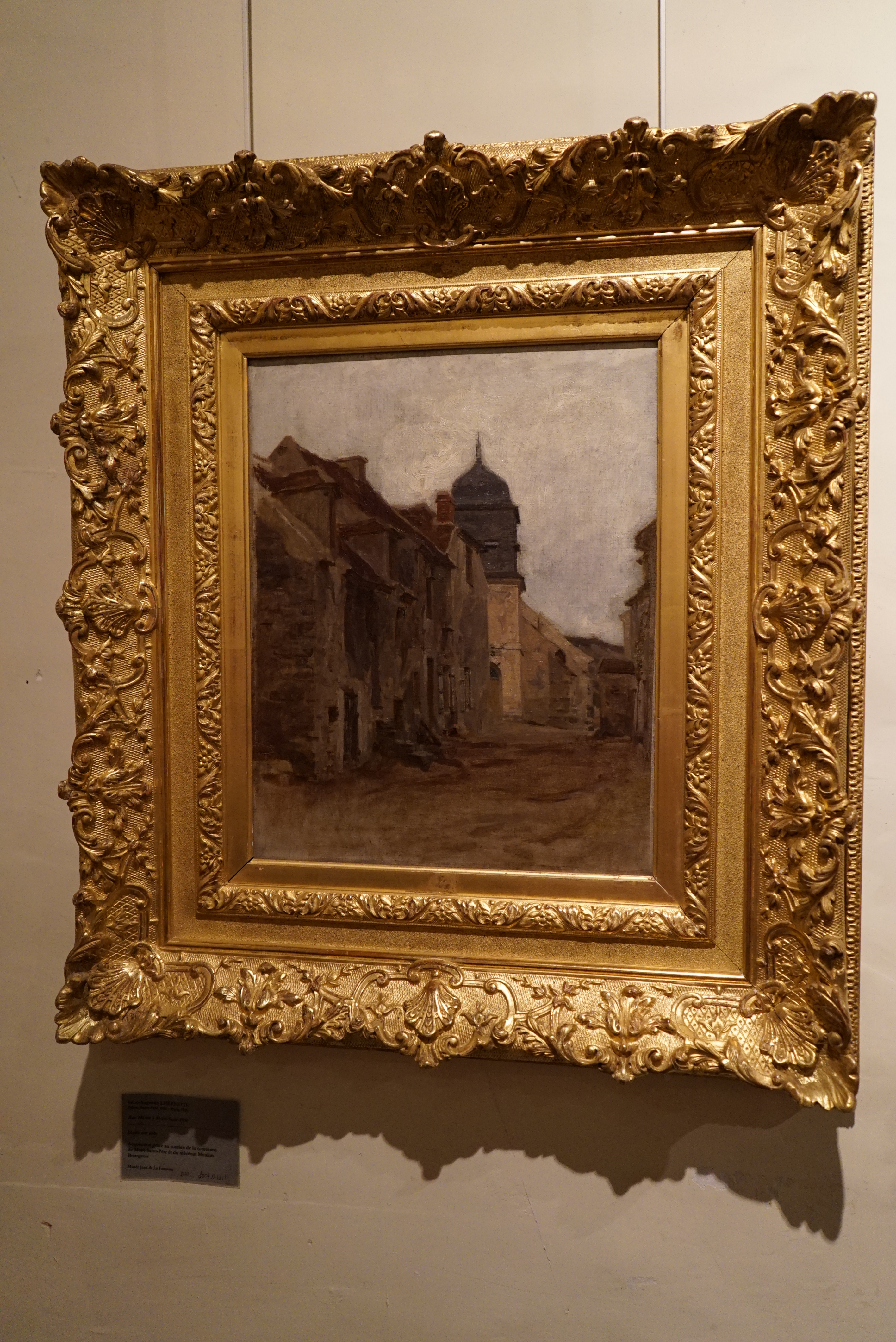
La Rue haute par Léon Lhermitte.

- Lavoir : rénové en 2012, il comporte une reproduction en céramique d'une œuvre de Léon Augustin Lhermitte.
- Église Saint-Pierre.

## Personnalités liées à la commune
- Jean Louis Maurice Faventines propriétaire du château
- Claude Baudard de Saint-James (1738-1787), banquier de la cour
- Léon Lhermitte (1844-1925), peintre et graveur, dont l'acteur français Thierry Lhermitte est l'arrière-petit-fils
- Jean Lhermitte (1877-1959), fils de Léon Lhermitte, neurologue et psychiatre,
- Charles Bourcier (1882-1914), écrivain. Son nom est inscrit au Panthéon dans la liste des 560 écrivains morts pour la France pendant la Première Guerre mondiale.